# Adelges tardoides
Adelges tardoides är en insektsart. Adelges tardoides ingår i släktet Adelges och familjen barrlöss. Inga underarter finns listade i Catalogue of Life.